# Rambo-Nunatakker
Die Rambo-Nunatakker sind eine lose Kette von Nunatakkern im westantarktischen Queen Elizabeth Land. Sie ragen über eine Strecke von rund 27 km entlang der Westflanke des Foundation-Eisstrom nordwestlich der Patuxent Range in den Pensacola Mountains auf. 
Kartografisch erfasst wurde das Gebiet durch den United States Geological Survey und durch Luftaufnahmen der United States Navy aus den Jahren von 1956 bis 1966. Das Advisory Committee on Antarctic Names benannte sie 1968 nach dem Geologen William L. Rambo, der zwischen 1965 und 1966 Feldforschungen in den Pensacola Mountains durchgeführt hatte.

## Weblinks

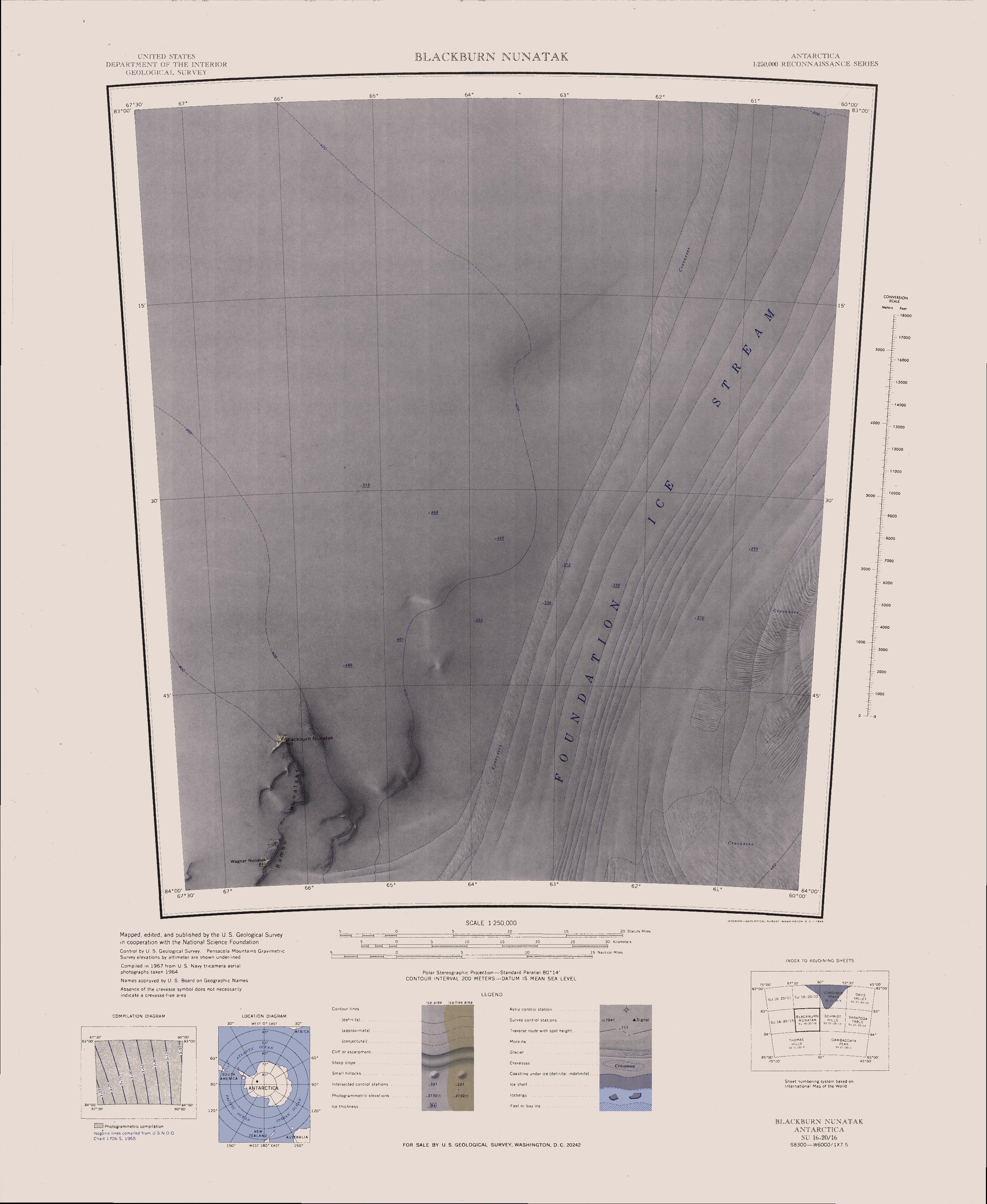
Kartenblatt Blackburn Nunatak von 1967, Rambo Nunataks im Südwesten